# Йован Калаузи
Йован Атанасов Калаузи (на македонска литературна норма: Јован Калаузи) е виден лекар, интернист и кардиолог от Социалистическа република Македония, основател на интензивното сърдечно лечение в страната.

## Биография
Роден е в 1919 година в Битоля, тогава в Кралството на сърби, хървати и словенци. Завършва основно и средно образование в родния си град, а след това в 1949 година Медицинския факултет на Белградския университет. Започва да специализира вътрешни болести в 1950 година в Битоля и завършва специализацията в 1954 година в Белград. В 1950 година, докато е в Белград, учи и в Института за хематология и трансфузиология. Публикува много трудове за ревматичната треска и хроничния ревматизъм в Битола и Битолско. В 1951 година в Битола формира първата Станция за преливане на кръв във вътрешността на НР Македония. В 1959 година специализира кардиология в Париж. От 1963 до 1978 година е началник на Вътрешното отделение и Службата за вътрешни болести. От 1978 година до пенсионирането си в 1984 година е висш здравен съветник в Медицинския център.
Заема и редица обществени постове. Два пъти е председател на Лекарския актив в Битоля, подпредседател на Интернистката и Кардиоложката секция на Македонското лекарско дружество – Скопие, председател на Съвета з народно здраве на Община Битоля, председател на комисията за трансфузия на кръв при Околийския комитет на Червения кръст в Битоля, член на Управителния съвет на Дружеството за наука и изкуство – Битоля, главен и отговорен редактор на „Здравствена трибина“, вестника на Медицинския център „Трифун Пановски“ в Битоля. Редовен член е на Югославското кардиологично дружество.
В 1966 година получава званието примариус. В 1967 година е удостоен с наградата „4-ти ноември“ на град Битоля.
Умира в 1989 година в Битоля.
Името му носи СУ „Д-р Йован Калаузи“ в родния му град.